# Vinland Saga
Vinland Saga é o segundo álbum de estúdio da banda norueguesa/alemã de metal sinfônico Leaves' Eyes, lançado em 30 de maio de 2005. É um álbum conceitual que conta a história da viagem do explorador nórdico Leif Erikson e sua descoberta da Vinlândia. Os vocais principais foram feitos pela vocalista norueguesa Liv Kristine, mas alguns vocais guturais performados pelo produtor e seu marido Alexander Krull podem ser ouvidos nas faixas "Solemn Sea", "The Thorn" e "New Found Land".
Uma versão do álbum com edição limitada foi lançada em 7 de novembro de 2007 e que incluiu duas faixas bônus, um vídeo making-of, uma entrevista com Liv Kristine e também o videoclipe produzido para o single "Elegy".

## Lista de faixas
Todas as letras escritas por Liv Kristine e toda as músicas compostas por Alexander Krull, Chris Lukhaup, Thorsten Bauer e Mathias Röderer.
| N.º            | Título                                      | Duração |  |
| 1.             | "Vinland Saga"                              | 3:12    |  |
| 2.             | "Farewell Proud Men"                        | 4:04    |  |
| 3.             | "Elegy"                                     | 5:07    |  |
| 4.             | "Solemn Sea"                                | 3:44    |  |
| 5.             | "Leaves' Eyes"                              | 3:59    |  |
| 6.             | "The Thorn"                                 | 4:05    |  |
| 7.             | "Misseri (Turn Green Meadows Into Grey)"    | 3:50    |  |
| 8.             | "Amhrán (Song of the Winds)" (instrumental) | 2:48    |  |
| 9.             | "New Found Land"                            | 3:28    |  |
| 10.            | "Mourning Tree"                             | 4:03    |  |
| 11.            | "Twilight Sun"                              | 3:22    |  |
| 12.            | "Ankomst" ("The Arrival")                   | 3:55    |  |
| Duração total: | Duração total:                              | 45:43   |  |

| Faixas bônus da edição limitada |                            |         |  |
| N.º                             | Título                     | Duração |  |
| 13.                             | "Heal"                     | 3:58    |  |
| 14.                             | "For Amelie" (nova versão) | 3:37    |  |
| Duração total:                  | Duração total:             | 53:18   |  |

| Disco multimídia |                      |         |  |
| N.º              | Título               | Duração |  |
| 1.               | "Elegy" (videoclipe) | 4:32    |  |
| 2.               | "Entrevista"         | 7:35    |  |
| 3.               | "Making of a Saga"   | 4:03    |  |
| Duração total:   | Duração total:       | 16:10   |  |

## Créditos

### Integrantes
- Liv Kristine Espenæs Krull - vocais principais, teclados
- Alexander Krull - vocais guturais, programação, teclados, samples
- Thorsten Bauer - guitarras, teclados
- Mathias Röderer - guitarras, teclados
- Christopher Lukhaup - baixos, teclados
- Moritz Neuner - baterias, percussão, teclados

### Músicos adicionais
- Robert & Johannes Suß, Norman Sickinger, Christof Kutzers, Anders Oddsberg, Steven Willems, Simone Sacco, Gunnar Sauermann, Sascha Henneberger, Markus Bruder, Jochen Steinsdorfer, Ralf Oechsle - vocais de apoio em "New Found Land"
- Timon Birkhofer - violoncelo e piano em "Elegy", harpa em "Amhran"
- Jana Kallenberg - violino

### Produção
- Produzido, engenhado, mixado e masterizado por Alexander Krull no Mastersound Studios
- Engenheiros assistentes de gravação: Mathias Röderer, Thorsten Bauer, Chris Lukhaup, Robert Suß

## Desempenho
| Críticas profissionais  | Críticas profissionais |
| Avaliações da crítica   | Avaliações da crítica  |
| Fonte                   | Avaliação              |
| ----------------------- | ---------------------- |
| Allmusic                | [ 1 ]                  |
| PopMatters              | [ 2 ]                  |
| Metal Hammer (Alemanha) | [ 3 ]                  |
| Exclaim!                | (favorável)            |

| Ano  | Tabela musical            | Posição |
| ---- | ------------------------- | ------- |
| 2005 | Ranking de álbuns alemães | 62      |